# Арментерос, Хосе
Хосе Арментерос (Хосе Алексис Арментерос Суарес) (исп. José Alexis Armenteros Suárez, род. 13 декабря 1992, Сьенфуэгос) — кубинский дзюдоист, чемпион и призёр чемпионатов Кубы и Панамериканских чемпионатов, призёр Панамериканских игр и чемпионата мира, участник летних Олимпийских игр 2016 года в Рио-де-Жанейро.

## Карьера
Выступает в полутяжёлой весовой категории (до 100 кг). Бронзовый (2010-2011 годы), серебряный (2015, 2017) призёр и победитель (2012, 2016) чемпионатов Кубы. Чемпион мира 2011 года среди юниоров. Бронзовый (2018), серебряный (2013) призёр и победитель (2014-2017) Панамериканских чемпионатов по дзюдо. Победитель и призёр престижных международных турниров. Серебряный призёр чемпионата мира 2014 года.
На Олимпиаде в первой схватке победил монгольского борца Найдангийна Тувшинбаяра. В следующей схватке проиграл представителю Египта Рамадану Дарвишу и прекратил дальнейшую борьбу, оказавшись в итоговом протоколе на 9-м месте.